# Centruroides cuauhmapan
Espèce
Centruroides cuauhmapan est une espèce de scorpions de la famille des Buthidae.

## Distribution
Cette espèce est endémique du Mexique. Elle se rencontre en Oaxaca vers San Juan Bautista Tuxtepec et au Veracruz vers Actopan et Amatlán de los Reyes.

## Description
Le mâle holotype mesure 33,8 mm, les mâles mesurent de 30,9 à 33,8 mm et les femelles de 28,2 à 33,5 mm.

## Publication originale
- Goodman, Prendini, Francke & Esposito, 2021 : « Systematic Revision of the Arboreal Neotropical Thorellii Clade of Centruroides Marx, 1890, Bark Scorpions (Buthidae C.L. Koch, 1837) with Descriptions of Six New Species. » Bulletin of the American Museum of Natural History, no 452, p. 1-92 (texte intégral).